# 19617 Дюамель
19617 Дюамель (19617 Duhamel) — астероїд головного поясу, відкритий 8 серпня 1999 року.
Тіссеранів параметр щодо Юпітера — 3,172.